# 嗜阳菌属
嗜阳菌属为太阳杆菌科的一个属。该属的模式种为（Heliophilum fasciatum）。

## 下属物种
- Heliophilum fasciatum Ormerod et al. 1996